# Broadway Journal

Le Broadway Journal est un périodique paru à New York pendant une brève période. Fondé par Charles Frederick Briggs et John Bisco en 1844, il fut racheté l’année suivante par Edgar Allan Poe, devenant ainsi le seul journal dont il ait jamais été propriétaire, bien qu’il ait disparu seulement quelques mois après son acquisition.

## Histoire

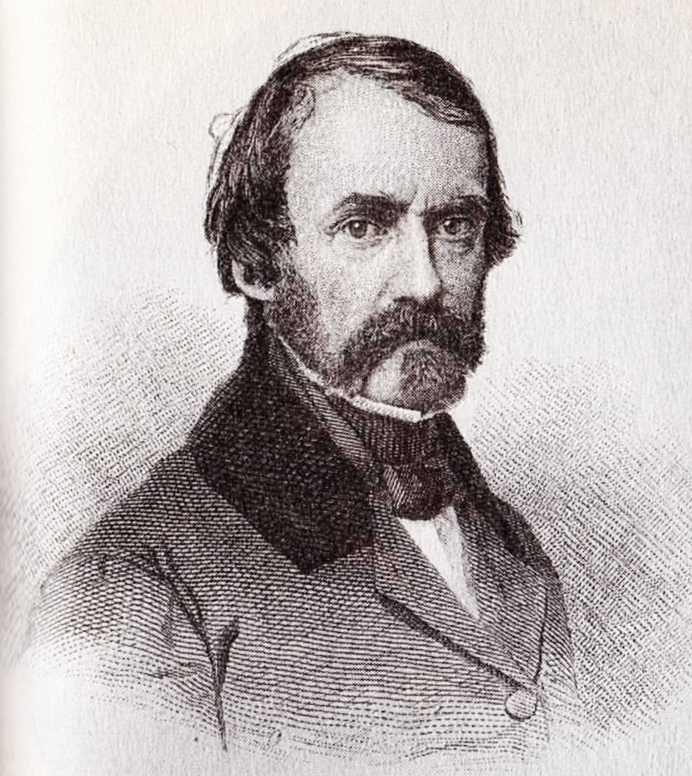
Charles Frederick Briggs, l’un des deux fondateurs du Broadway Journal

Briggs, auparavant connu comme romancier satirique sous le pseudonyme d'« Harry Franco », écrit une lettre à James Russell Lowell le 7 décembre 1844, dans laquelle il annonce son intention de lancer un journal, qu'il souhaite baptiser « le Broadway Journal, ou Review, ou Chronicle, ou Broadway Something ». Au sein de l’équipe du Broadway Journal, Briggs met la main aux questions éditoriales et sollicite les contributions, tandis que Bisco s'occupe des questions d’impression et financières.
Le 21 février 1845, Edgar Allan Poe signe un contrat d’un an comme rédacteur en chef de la publication. Il accepte également d’écrire au moins la longueur d’une page par semaine. en échange, il obtient un tiers des profits. En juin, Briggs se retire devant les difficultés financières et, en octobre, Bisco vend ses parts du magazine à Poe pour 50 $ (Poe paie avec un billet signé par Horace Greeley). Poe acquiert ainsi le plein contrôle et la propriété du Broadway Journal.
Poe publie des versions révisées de nombre de ses œuvres, notamment le Masque de la Mort rouge ou le Portrait ovale. Il continue également à assurer la critique littéraire, accusant notamment Henry Wadsworth Longfellow de plagiat. Il se sert du Broadway Journal pour entretenir un flirt public avec Frances Sargent Osgood et lever des fonds pour son rêve jamais réalisé d’un nouveau magazine qui s’appellerait The Stylus.
Poe n’avait pas les moyens de maintenir la publication financièrement à flot, bien qu’il ait espéré tourner la situation à son avantage. Un prêt de 50 $ de Rufus Wilmot Griswold en octobre 1845 l’aide à se maintenir pendant un temps. Le 15 novembre 1845, dans une lettre adressée à son ami le poète Thomas Holley Chivers, il exprime  ses espoirs : « Je ferai une fortune de cela, encore». Pourtant, la publication disparaît officiellement après la parution, le 3 janvier 1846, d'un ultime numéro, qui comprend cet adieu :

« Des engagements insoupçonnés exigeant toute mon attention, et les buts pour lesquels, du moins selon mon avis personnel, le Broadway Journal fut créé n’étant pas remplis, je vous dis maintenant adieu, en tant que son rédacteur en chef,- aussi cordialement aux adversaires qu’aux amis. -Edgar A. Poe. »

## Contenu
Le Broadway Journal a tenté d’être un journal d’un plus grand sérieux intellectuel que ceux de son temps. Pour cette raison, son audience était plus faible et son succès financier moindre. Il se distinguait par ses critiques littéraires, mais offrait également des critiques d’art, de théâtre et de musique aussi bien que de la poésie ou des articles politiques.